# ЦРУ против СССР
ЦРУ против СССР — пропагандистская книга, написанная историком Н. Н. Яковлевым по просьбе КГБ СССР для формирования определённого общественного мнения в СССР в семидесятых — восьмидесятых годах XX века. Книга многократно издавалась в СССР на русском языке, на языках союзных республик, а также на английском языке общим тиражом свыше 3 миллионов экземпляров.

## История возникновения книги
В 1970-х годах историк-американист доктор исторических наук Н. Н. Яковлев был завербован КГБ для проведения «идеологических операций». Согласно свидетельству Яковлева, беседовал с ним лично председатель КГБ Ю. В. Андропов, а позже необходимыми материалами, в том числе и явно сфальсифицированными, его снабжал начальник 5-го управления КГБ генерал Ф. Д. Бобков. Андропов убедил Яковлева участвовать в идеологических операциях, сообщив ему, что в прежние времена с разведкой сотрудничали Иван Тургенев, Виссарион Белинский и Фёдор Достоевский. 
Председатель, посверкивая очками, в ослепительно-белоснежной рубашке, щёгольских подтяжках много и со смаком говорил об идеологии. Он настаивал, что нужно остановить сползание к анархии в делах духовных, ибо за ним неизбежны раздоры в делах государственных. Причём делать это должны конкретные люди, а не путём публикации анонимных редакционных статей. Им не верят. Нужны книги, и книги достойного содержания, написанные достойными людьми.
Первое издание книги вышло в 1979 году в издательстве Молодая гвардия тиражом в 200 тысяч экземпляров. В 1981 году тиражом в 100 тысяч экземпляров вышло второе издание книги, в котором Яковлев добавил сведения о личной жизни жены академика Сахарова Елены Боннэр, которые «порядочные люди сочли гнусными» и являлись «клеветой самого низкопробного содержания, рассчитанной на низменные инстинкты читателей». Наиболее непристойные отрывки из этого издания книги, включая раздел о Елене Боннэр, были также опубликованы в журнале «Смена» и «Человек и закон» с многомиллионными читательскими аудиториями.
14 июля 1983 года Яковлев приехал в Горький, где Сахаров находился в ссылке, объяснив это желанием взять у академика интервью для третьего издания книги, хотя на самом деле имел намерение позлить Сахарова. Сахаров вначале долго и терпеливо пытался переубедить Яковлева, но когда тот стал повторять оскорбления в адрес жены академика, Сахаров дал ему пощёчину и выгнал из квартиры. Сахаров и Яковлев по-разному описывают обстоятельства нанесения пощёчины. В сентябре 1983 года Е. Боннэр подала гражданский иск «об ущербе её чести и достоинству», нанесённом ей публикациями Яковлева. Как минимум, до середины 1990-х годов какого-либо ответа от суда получено не было. Согласно А. Шубину, «как только расследование выявило первые несоответствия в данных Яковлева, дело „прикрыли“».
С приходом Ю. В. Андропова к власти в СССР книгу «ЦРУ против СССР» стали издавать ещё активнее. Несколько издательств напечатали книгу на русском языке общим тиражом почти в 2 миллиона экземпляров, одновременно книга была переведена на все основные языки народов СССР и издана в союзных республиках. К перестроечному 1986 году публикация «ЦРУ против СССР» в СССР прекратилась, однако в России в 2003 году издательство «Эксмо» выпустило ещё 4000 экземпляров книги.

## Содержание
Книгу «ЦРУ против СССР» можно условно разбить на три части. В первой части автор раскрывает планы США напасть на Советский Союз и возлагает на США ответственность за начало холодной войны. Во второй части автор рассказывает о методах ЦРУ, которые практикуются против СССР. Наконец, третья часть книги посвящена резкой критике советских диссидентов.
Генерал КГБ Филипп Бобков в 1999 году отмечал: «В своё время многое было обнародовано и в советской печати. Наиболее полно в книге профессора Н. Н. Яковлева „ЦРУ против СССР“».

## Критика
В СССР до начала Перестройки критиковать произведения Н. Н. Яковлева было запрещено. На Западе одна из рецензий, вышедших в 1984 году, недоумевает по поводу того, что хотя ЦРУ — несложный объект для критики, «автор с заданием справился на двойку», а почти всю книгу посвящает совсем другим темам, в особенности нападкам на диссидентов в СССР.

Современная российская критика относит книгу Яковлева к типичной советской литературе 1970-х — 1980-х годов, где диссиденты изображались как «отщепенцы» или «враги народа», как «двуличные, безнравственные типы, действующие по указанию западных спецслужб». 
В книгу включены только те свидетельства и документы, которые преследуют поставленную цель — любыми средствами дискредитировать диссидентское движение в СССР как чужеродное явление, внедренное в страну ЦРУ США. Автор не видит никаких внутренних причин, породивших инакомыслие в СССР. Он не приводит ни конкретных свидетельств, ни каких-либо документов о том, когда, каким образом и кого из инакомыслящих завербовали американские агенты. Крупных деятелей движения автор сопровождает оскорбительными определениями: Сахаров — «страдающий политической маниловщиной простак», Солженицын — «верный слуга ЦРУ», «идеолог фашизма», Буковский — «матёрый преступник» и т. д. Книга «ЦРУ против СССР» отражает позицию идеологических и карательных учреждений СССР в отношении диссидентов.

## Влияние книги
Российский историк А. В. Шубин считает, что идеологическая операция КГБ была в общем успешной. 
В целом книга «ЦРУ против СССР» и газета «Смена» сделали своё дело — большая часть читателей, даже настроенных критически, поверила, что пусть не всё здесь правда, но «кое-что такое должно быть».
 Например, академик Сахаров в течение 1983 года в результате публикаций Яковлева получил около 3000 обвинительных писем.
Книгу Яковлева продолжают переиздавать и в постсоветской России.

## Издания книги

### На русском языке
- Н. Н. Яковлев. ЦРУ против СССР. — 1-е. — М.: Молодая гвардия, 1980. — 287 с. — 200 000 экз.
- Н. Н. Яковлев. ЦРУ против СССР. — 2-е. — М.: Молодая гвардия, 1981. — 287 с. — 100 000 экз.
- Н. Н. Яковлев. ЦРУ против СССР. — 3-е. — М.: Молодая гвардия, 1983. — 320 с. — 300 000 экз.
- Н. Н. Яковлев. ЦРУ против СССР. — 3-е. — Фрунзе: Киргизия, 1983. — 304 с. — 5000 экз.
- Н. Н. Яковлев. ЦРУ против СССР. — 3-е. — Ташкент: Узбекистан, 1983. — 320 с. — 50 000 экз.
- Н. Н. Яковлев. ЦРУ против СССР. — 3-е. — Минск: Издательство Белорусского государственного университета, 1983. — 304 с. — 75 000 экз.
- Н. Н. Яковлев. ЦРУ против СССР. — 3-е. — Кишинёв: Картя молдовеняскэ, 1983. — 320 с. — 20 000 экз.
- Н. Н. Яковлев. ЦРУ против СССР. — 3-е. — Киев: Политиздат Украины, 1983. — 298 с. — 50 000 экз.
- Н. Н. Яковлев. ЦРУ против СССР. — 3-е. — Душанбе: Ирфон, 1983. — 320 с. — 15 000 экз.
- Н. Н. Яковлев. ЦРУ против СССР. — 3-е. — Баку: Азернешр, 1983. — 308 с. — 20 000 экз.
- Н. Н. Яковлев. ЦРУ против СССР. — 3-е. — Алма-Ата: Казахстан, 1983. — 320 с. — 30 000 экз.
- Н. Н. Яковлев. ЦРУ против СССР. — 3-е. — М.: Правда, 1983. — 463 с. — 750 000 экз.
- Н. Н. Яковлев. ЦРУ против СССР. — 3-е. — Саратов: Приволжское книжное издательство, 1984. — 320 с. — 85 000 экз.
- Н. Н. Яковлев. ЦРУ против СССР. — 3-е. — М.: Правда, 1985. — 463 с. — 500 000 экз.
- Н. Н. Яковлев. ЦРУ против СССР. — 3-е. — Минск: Издательство Белорусского государственного университета, 1986. — 444 с. — 30 000 экз.
- Н. Н. Яковлев. ЦРУ против СССР. — 3-е. — М.: Эксмо, 2003. — 512 с. — 4000 экз. — ISBN 5-699-02795-5.

### На языках народов СССР
- Н. Н. Яковлев. ЦРУ против СССР. — 3-е. — Баку: Азернешр, 1983.
- Н. Н. Яковлев. ЦРУ против СССР. — 3-е. — Кишинёв: Картя молдовеняскэ, 1983.
- Н. Н. Яковлев. ЦРУ против СССР. — 3-е. — Таллинн: Ээсти раамат, 1983.
- Н. Н. Яковлев. ЦРУ против СССР. — 2-е. — Уфа: Башкирское книжное издательство, 1983.
- Н. Н. Яковлев. ЦРУ против СССР. — 3-е. — Ашхабад: Туркменистан, 1983.
- Н. Н. Яковлев. ЦРУ против СССР. — 3-е. — Вильнюс: Минтис, 1983.
- Н. Н. Яковлев. ЦРУ против СССР. — Адаптация для детей школьного возраста. — Алма-ата: Жалын, 1984.
- Н. Н. Яковлев. ЦРУ против СССР. — 3-е. — Тбилиси: Сабчота Сакартвело, 1983.
- Н. Н. Яковлев. ЦРУ против СССР. — 3-е. — Киев: Молодь, 1983.
- Н. Н. Яковлев. Под железной пятой. ЦРУ против СССР. — 3-е. — Баку: Азернешр, 1985.

### На английском языке
- Nikolai Yakovlev. CIA target — the USSR = ЦРУ против СССР. — 2-е. — М.: Прогресс, 1982. — 278 с.
- Nikolai Yakovlev. CIA target — the USSR = ЦРУ против СССР. — 3-е. — М.: Прогресс, 1983. — 278 с.
- Nikolai Yakovlev. CIA’s secret war = ЦРУ против СССР. — 3-е. — М.: Новости, 1983. — 119 с.
- Nikolai Yakovlev. CIA target — the USSR = ЦРУ против СССР. — 3-е. — М.: Прогресс, 1984. — 278 с.
- Nikolai Yakovlev. CIA target — the USSR = ЦРУ против СССР. — 3-е. — М.: Прогресс, 1985. — 278 с.